# Asėkas
Il lago Asėkas è uno specchio d'acqua situato nel nord-est della Lituania nella contea di Utena e, più precisamente ancora, nel comune distrettuale di Ignalina. Fa parte del Parco nazionale dell'Aukštaitija e rientra nella seniūnija di Linkmenys. Si trova 1,5 km a sud-est di Ginučiai. La lunghezza del lago da nord a sud è di 0,95 km, larghezza - fino a 0,75 km. Le coste sono prevalentemente poco profonde, più paludose verso nord. Il lago è circondato da foreste (quella di Linkmenys e quella di Ginučiai). A nord-ovest, il torrente Almaja scorre partendo dal lago Almajas, mentre a sud scorre il fiume Asėkos nel lago Linkmenas (bacino dello Žeimena).
Il nome del lago ha origine da un termine di lingua slava: ne sono esempi il polacco osiek, il russo осек, lo sloveno osek ("campo recintato, recinto, prato fertile") o il bielorusso асака ("erba paludosa").